# Floresta Nacional de Macauã
A Floresta Nacional de Macauã está localizada no estado do Acre na região norte do Brasil. O bioma predominante é o da Floresta Amazônica.